# Muž jménem Otto
Muž jménem Otto je komediální drama z roku 2022, které natočil Marc Forster podle scénáře Davida Mageeho. Jde o druhou filmovou adaptaci románu Fredrika Backmana Muž jménem Ove z roku 2012. V hlavní roli se představil Tom Hanks, dále hrají Mariana Treviño, Rachel Keller a Manuel Garcia-Rulfo.
Film se začal promítat ve vybraných kinech 30. prosince 2022, následovalo uvedení do široké distribuce ve Spojených státech 13. ledna 2023. Film získal příznivé recenze kritiků a při rozpočtu 50 milionů dolarů utržil celosvětově 86 milionů dolarů.

## Děj
Otto Anderson, 63letý vdovec, žije na předměstí Pittsburghu v Pensylvánii. Po odchodu do důchodu z ocelářské společnosti plánuje sebevraždu, protože před půl rokem přišel o manželku Sonyu, učitelku. Při pokusu o sebevraždu oběšením ho vyruší jeho noví sousedé: Marisol, Tommy a jejich dvě dcery, Abby a Luna. Otto během pokusu o sebevraždu vzpomíná na svou minulost; před lety se pokoušel narukovat do armády, ale nemohl kvůli hypertrofické kardiomyopatii. Ve vlaku se poté setká se Sonyou poté, co se jí pokusí vrátit opuštěnou knihu.
Otto se znovu pokusí o sebevraždu, tentokrát otravou oxidem uhelnatým. Prožije vzpomínku na to, jak byl se Soňou na večeři a přiznal se jí, že kvůli svému srdečnímu onemocnění nenarukoval do armády a nemá práci, což Sonyu přiměje k tomu, aby Ottu políbila. Marisol překazí Ottův pokus o sebevraždu, když ho požádá, aby ji a děti odvezl do nemocnice poté, co Tommy spadl a zlomil si nohu pomocí žebříku, který mu Otto půjčil. Otto neochotně souhlasí.
Otto vzpomíná na svou promoci s inženýrským titulem, kdy požádal Soňu o ruku. Když plánuje skočit pod vlak, chvíli před ním omdlí starý muž a spadne na koleje. Otto muže zachrání a z incidentu se stane virální video. Později se ujme toulavé kočky, kterou předtím považoval za otravnou a vezme Marisol na lekci řízení, po které spolu navštíví Soninu oblíbenou pekárnu. Tam jí vypráví o svém přátelství s mužem jménem Reuben, s nímž se společně snažili zavést pravidla a pořádek, přičemž Otto byl předsedou rady sousedského sdružení. Ti dva se rozešli poté, co Reuben dal přednost Fordům a Toyotám před Ottovými Chevrolety a „převratem“ nahradil Ottu ve funkci předsedy. Reuben, který utrpěl mrtvici, je nyní upoután na invalidní vozík a starají se o něj manželka Anita a soused Jimmy.
Místní transsexuální teenager Malcolm pozná Ottu jako Sonina manžela, když roznáší noviny a oběžníky v sousedství. Otto na něj začne křičet, avšak když jej Malcolm pozná jako „pana Andersona“, a vypráví, že Sonya byla jeho učitelkou a jedním z mála lidí, kteří ho přijali takového, jaký je, Otto obměkne. Mezi dvojicí vznikne přátelství a Otto opraví Malcolmovi kolo. Poté, co se vyhne novinářce Shari Kenzieové ze sociálních sítí, která se snaží s Ottem udělat rozhovor v souvislosti s dřívějším virálním videem, se rozzlobí na Marisol i na realitního agenta společnost Dye & Merika, protože se nechce smířit se smrtí Sonyi. Pokusí se spáchat sebevraždu brokovnicí, ale vyruší ho Malcolm, kterého otec vyhodil z domu a který jej požádá, zda by u něj mohl bydlet.
Otto se dozvídá, že společnost Dye & Merika plánuje donutit Reubena k umístění do domova důchodců a zabrat jejich dům poté, co se nelegálně dozvěděla, že Anitě byla diagnostikována Parkinsonova nemoc. Otto souhlasí, že Anitě a Reubenovi pomůže. Marisol odmítá Ottovi pomoci, dokud jí neřekne, že se Sonyou jeli k Niagarským vodopádům oslavit své první těhotenství. Cestou domů autobus, kterým jeli, havaroval kvůli vadným brzdám, což mělo za následek, že Sonya ochrnula a potratila. Sousedství bylo pro Sonyu nepřístupné a Otto byl po ostré konfrontaci se zástupcem firmy Dye & Merika vyloučen z předsednictva. Otto chtěl všechny realitní společnosti vyřadit z provozu, ale kvůli Sonye se toho vzdal. S pomocí sousedů a Shari Kenzie se Reubenovi a Anitě podaří udržet si svůj dům.
Otto se zhroutí a je převezen do nemocnice, kde uvede Marisol jako svou nejbližší příbuznou. Poté, co jí kardiolog řekne, že Ottovo srdce je příliš velké, se začne smát, až spustí porod, při kterém porodí syna. Otto daruje své staré auto Malcolmovi a vezme Marisol a její děti na projížďku ve svém novém Silveradu EV. Roky plynou a Otto se s Marisol a její rodinou spřátelí.
Jednoho dne si Tommy všimne, že Otto neodhrnul sníh na chodníku. Marisol a Tommy vstoupí do Ottova domu a najdou ho mrtvého. Koná se pohřeb, kterého se účastní jeho sousedé. V dopise Marisol Otto píše, že jí jeho právník předá své bankovní účty, čímž jim poskytne dostatek peněz na péči o rodinu, a také jí daruje své nové auto a dům.

## Obsazení

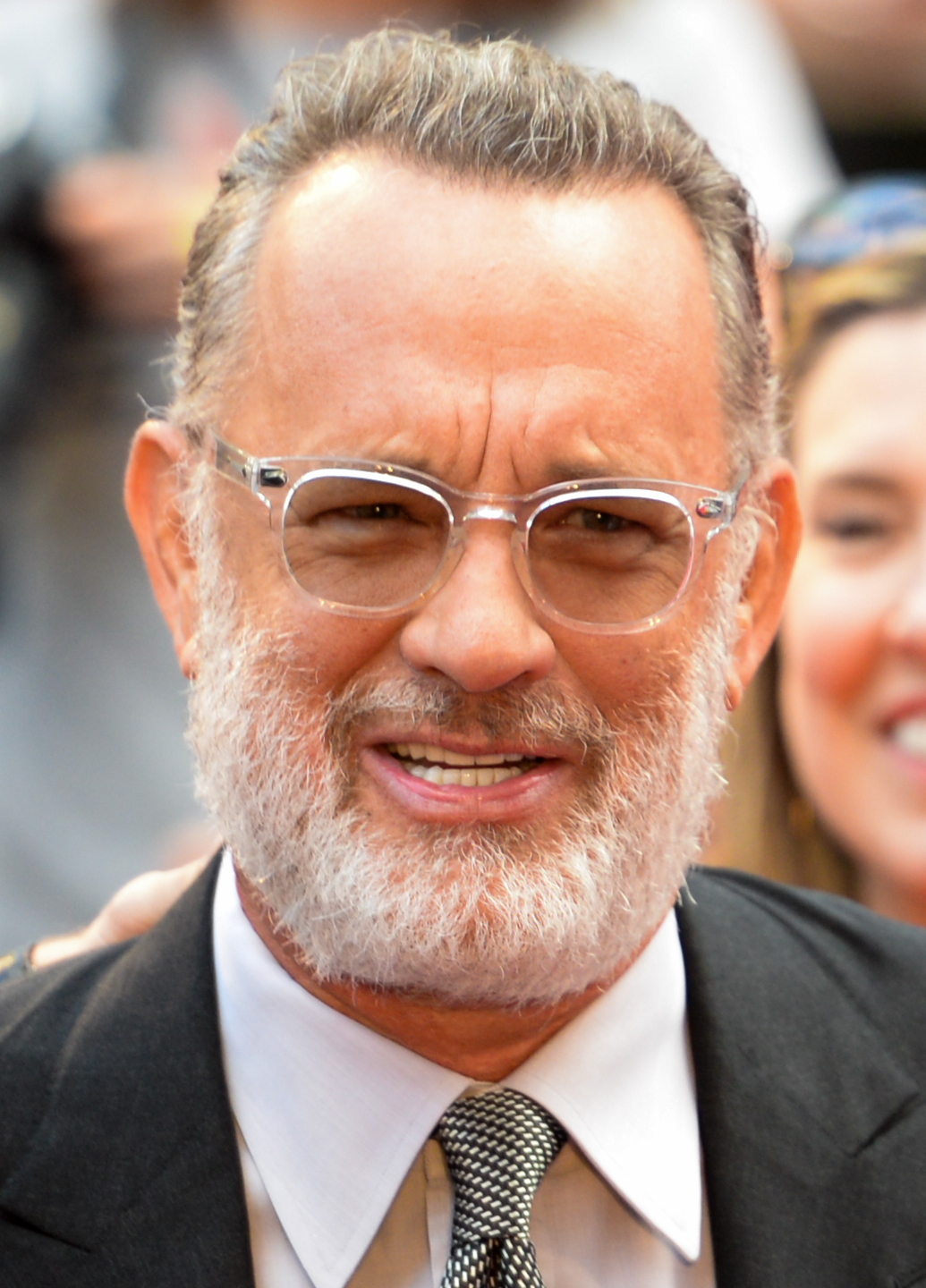
Hlavní roli ztvárnil Tom Hanks

| Tom Hanks           | Otto Anderson          |
| Truman Hanks        | mladý Otto Anderson    |
| Mariana Treviño     | Marisol                |
| Rachel Keller       | Sonya                  |
| Manuel Garcia-Rulfo | Tommy                  |
| Cameron Britton     | Jimmy                  |
| Mack Bayda          | Malcolm                |
| Juanita Jennings    | Anita                  |
| Emonie Ellison      | mladá Anita            |
| Peter Lawson Jones  | Reuben                 |
| Laval Schley        | mladý Reuben           |
| Mike Birbiglia      | realitní agent         |
| David Magee         | Prodavač v železářství |

## Produkce
V září 2017 bylo oznámeno, že Tom Hanks bude hrát v anglicky mluvené adaptaci švédského filmu Muž jménem Ove z roku 2015 a bude také produkovat spolu s partnerem společnosti Playtone Garym Goetzmanem, Ritou Wilsonovou a Fredrikem Wikströmem Nicastrem ze SF Studios. V lednu 2022 byl jako režisér filmu potvrzen Marc Forster, scénář napsal David Magee. Dne 10. února 2022 bylo oznámeno, že společnost Sony Pictures předkoupila práva na film za přibližně 60 milionů dolarů na evropském filmovém trhu.
Natáčení začalo v únoru 2022 v Pittsburghu v Pensylvánii a skončilo v květnu 2022.

### Hudba
Hudbu k filmu složil Thomas Newman. Soundtrackové album vyšlo u Decca Records 30. prosince 2022 a obsahuje také singl „Til You're Home“ Rity Wilson a Sebastiána Yatra, který byl vydán 2. prosince 2022 a dostal se do užšího výběru na Oscara za nejlepší filmovou píseň.